# Теорема обертання Ейлера

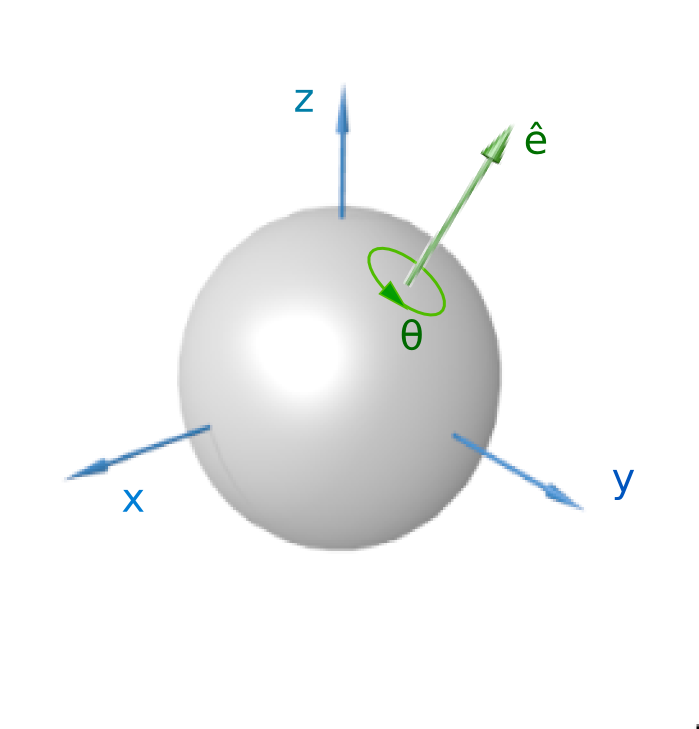
Обертання представлене віссю та кутом Ейлера.

Теорема обертання Ейлера стверджує, що будь-яке обертання тривимірного простору має вісь.
Таким чином, обертання може бути описано трьома координатами: двома координатами осі обертання (наприклад, широта та довгота) і кутом повороту навколо осі.
Для заданого одиничного вектора {\displaystyle n} і кута {\displaystyle \varphi } позначимо {\displaystyle R(\varphi ,n)} обертання в напрямку вектора {\displaystyle n} проти годинникової стрілки на кут {\displaystyle \varphi }. Тоді:
- {\displaystyle R(0,n)} — тотожне відображення для будь-якого {\displaystyle n}
- {\displaystyle R(\varphi ,n)=R(-\varphi ,n)}
- {\displaystyle R(\pi +\varphi ,n)=R(\pi -\varphi ,-n)}

Для будь-якого обертання існує єдиний кут {\displaystyle \varphi }, для якого {\displaystyle 0\leqslant \varphi \leqslant \pi }, при цьому:
- {\displaystyle n} визначається однозначно, якщо {\displaystyle 0<\varphi <\pi };
- {\displaystyle n} будь-яке, коли {\displaystyle \varphi =0};
- {\displaystyle n} визначається однозначно з точністю до знака, якщо {\displaystyle \varphi =\pi } (тобто, обертання {\displaystyle R(\varphi ,\pm n)} однакові).

Конструкція до теореми про обертання сфери. Ейлерові кути — [ψ,θ,φ]. Синій контур прикріплений до нерухомої сфері (початковий стан). Червоний контур кріпиться до обертаємої сфери (кінцевий стан). Перетин площин визначає нерухому вісь, яка йде в напрямку точки A. Дуги Aa та Aα повинні бути рівними.

## Геометрія групи обертань
Подання Ейлера дозволяє досліджувати топологію групи обертань тривимірного евклідового простору — SO(3). Для цього розглянемо кулю з центром на початку координат з радіусом {\displaystyle \pi }.
Будь-яке обертання на кут, менший {\displaystyle \pi }, задає єдину точку всередині кулі (напрямок задає напрямок осі обертання, а кут задає відстань від початку координат). Обертання на кут {\displaystyle \pi } відповідає двом протилежним точкам на поверхні сфери.
Таким чином, куля з ототожненими протилежними точками сфери гомеоморфна групі обертань простору SO(3).